# Kreisordnung für Lothringen
Die Kreisordnung für Lothringen vom 25. März 1941 war eine Verordnung des deutschen Chefs der Zivilverwaltung im besetzten CdZ-Gebiet Lothringen während des Zweiten Weltkriegs. Sie glich das Kreisrecht in den lothringischen Kreisen dem Reichsrecht an und bereitete dadurch eine endgültige Annexion des Gebietes vor.

## Geltungsbereich und Geltungsdauer
Die Kreisordnung galt bei ihrem Erlass für alle Stadt- und Landkreise im CdZ-Gebiet Lothringen. In nur 15 Paragraphen regelte sie die Grundlagen der Verwaltung auf der Kreisstufe. An der Spitze der Landkreise stand der Landrat; an der Spitze des Stadtkreises Metz der Oberbürgermeister.
Die Neuregelungen des Kreisrechts traten mit dem 1. April 1941 in Kraft und beseitigten alle früheren (französischen) Regelungen. Die Kreisgrenzen wurden teilweise geändert. Die Kantone wurden aufgelöst. Jeder Landkreis umfasste eine Anzahl von Gemeinden, denen bereits seit dem 1. Januar das Recht der Deutschen Gemeindeordnung vom 30. Januar 1935 verliehen worden war. Gleichzeitig waren viele kleinere Gemeinden mit anderen in gemeinsamen Bürgermeistereien verbunden worden.
Mit dem alliierten Vormarsch bis zur alten Reichsgrenze am Westwall Mitte Dezember 1944 wurde die deutsche Verwaltung Lothringens und auch die Geltung der Kreisordnung beendet.

## Staatlicher Verwaltungsbezirk
Angelehnt an die preußisch-deutschen Traditionen in der seit 1933 nationalsozialistischen Ausprägung führte der Landrat die gesamte staatliche Verwaltung mit Ausnahme der bisher üblichen Sonderverwaltungen, wie:
- Justiz
- Finanzen
- Bahn
- Post
- Forsten
- Straßen/Wasserstraßen/Hoch- und Tiefbau

und so weiter.

## Selbstverwaltungskörperschaft
In Angelegenheiten der Selbstverwaltung hatte der Kreis öffentliche Aufgaben unter eigener Verantwortung wahrzunehmen. Diese konnten ihm als Auftragsangelegenheiten auch zugewiesen werden.
Entsprechend dem „Führerprinzip“ entschied auch in Selbstverwaltungsangelegenheiten der Landrat allein. Ihm waren allerdings 6 Kreisräte als Berater zur Seite gestellt. Sie wurden vom Gauleiter der NSDAP für 6 Jahre in dieses Ehrenamt berufen.
Die Aufsicht nahm in Selbstverwaltungsangelegenheiten der Chef der Zivilverwaltung wahr.

## Einheit von Partei und Staat
Zur Sicherung der Einheit von Partei und Staat war bei Entscheidungen von wesentlicher politischer Bedeutung das Einvernehmen zwischen dem staatlichen Landrat und dem politischen Kreisleiter der NSDAP herzustellen. Bei Meinungsverschiedenheiten war der Chef der Zivilverwaltung zur Entscheidung anzurufen.
Die übrigen staatlichen Kreisbehörden hatten enge Fühlung mit dem Landrat zu halten und Verfügungen und Berichte durch die Hand des Landrats zu leiten. Dieser hatte im Übrigen bei Gefahr im Verzug das Recht, einstweilige Anordnungen zu treffen.